# Agente de policía

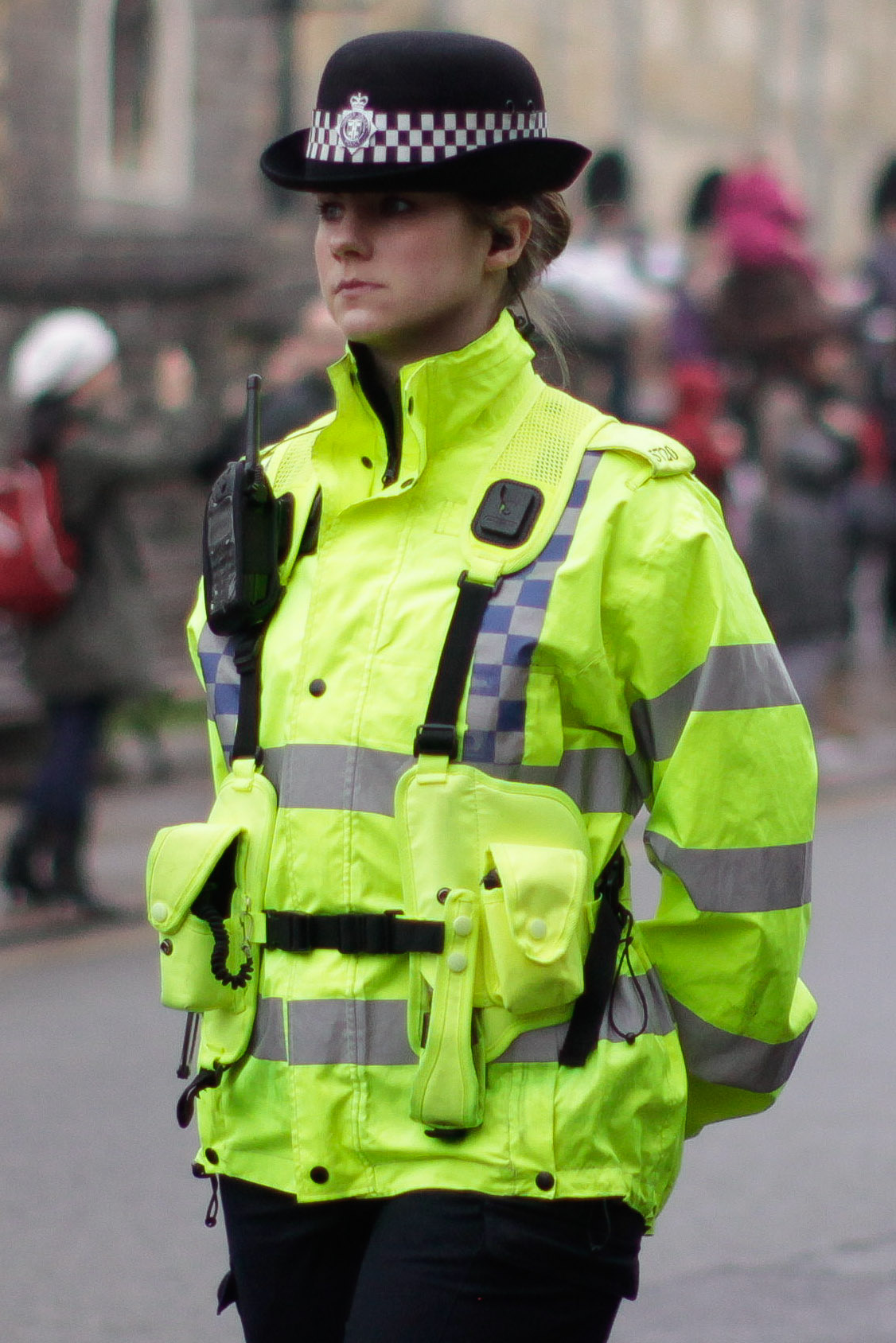
Agente de policía de la Scotland Yard.

Un agente de policía es un funcionario perteneciente a la policía. La denominación «oficial de policía» resulta errónea por imprecisa, ya que especifica un rango en particular y no contempla la función pretendida.
Los agentes de policía se encargan de la detención de sospechosos y de la prevención, detección y denuncia de delitos, la protección y asistencia del público en general y el mantenimiento del orden público. Prestan juramento público y el Estado les confiere algunos deberes y poderes, como los de arrestar a las personas y detenerlas por un tiempo limitado, destinados al ideal ejercicio de su función.
Ciertos agentes están entrenados en deberes especiales, tales como: vigilancia, investigación criminal, lucha contra el tráfico de drogas, unidad de élite, el adiestramiento de perros, respuesta a la toma de rehenes, policía montada y la policía antidisturbios. Un agente encubierto tiene como función hacerse pasar por civil, ergo no llevará uniforme.
Las obligaciones y restricciones legales de un agente de policía, están supeditadas al ordenamiento jurídico de su país. Pero existen ciertos principios universales, como la de actuar ante un delito flagrante o portar un arma de fuego corta a fin de neutralizar un eventual delincuente que atente mortalmente contra las personas.

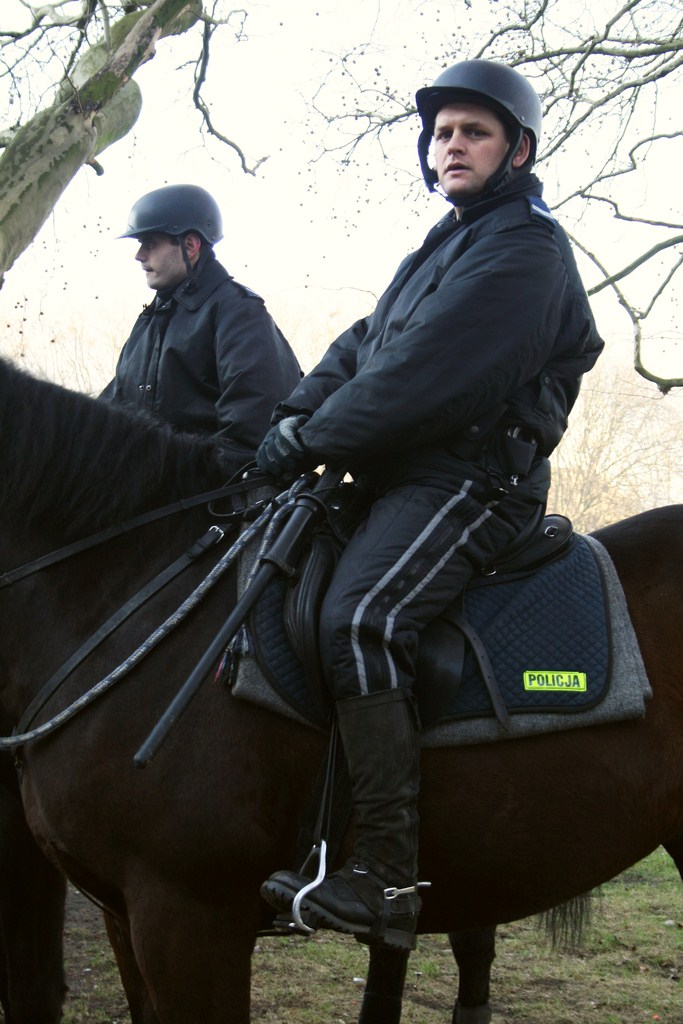
Policía montada de Polonia.

## Etimología
La palabra «policía» proviene del griego antiguo politeia, que significa gobierno y llegó a significar su administración civil. El término más general para la función es oficial de aplicación de la ley u oficial de paz. Un sheriff es el oficial de policía superior de un condado en los Estados Unidos, el término es ajeno al griego y significa rey del condado.

## Formación

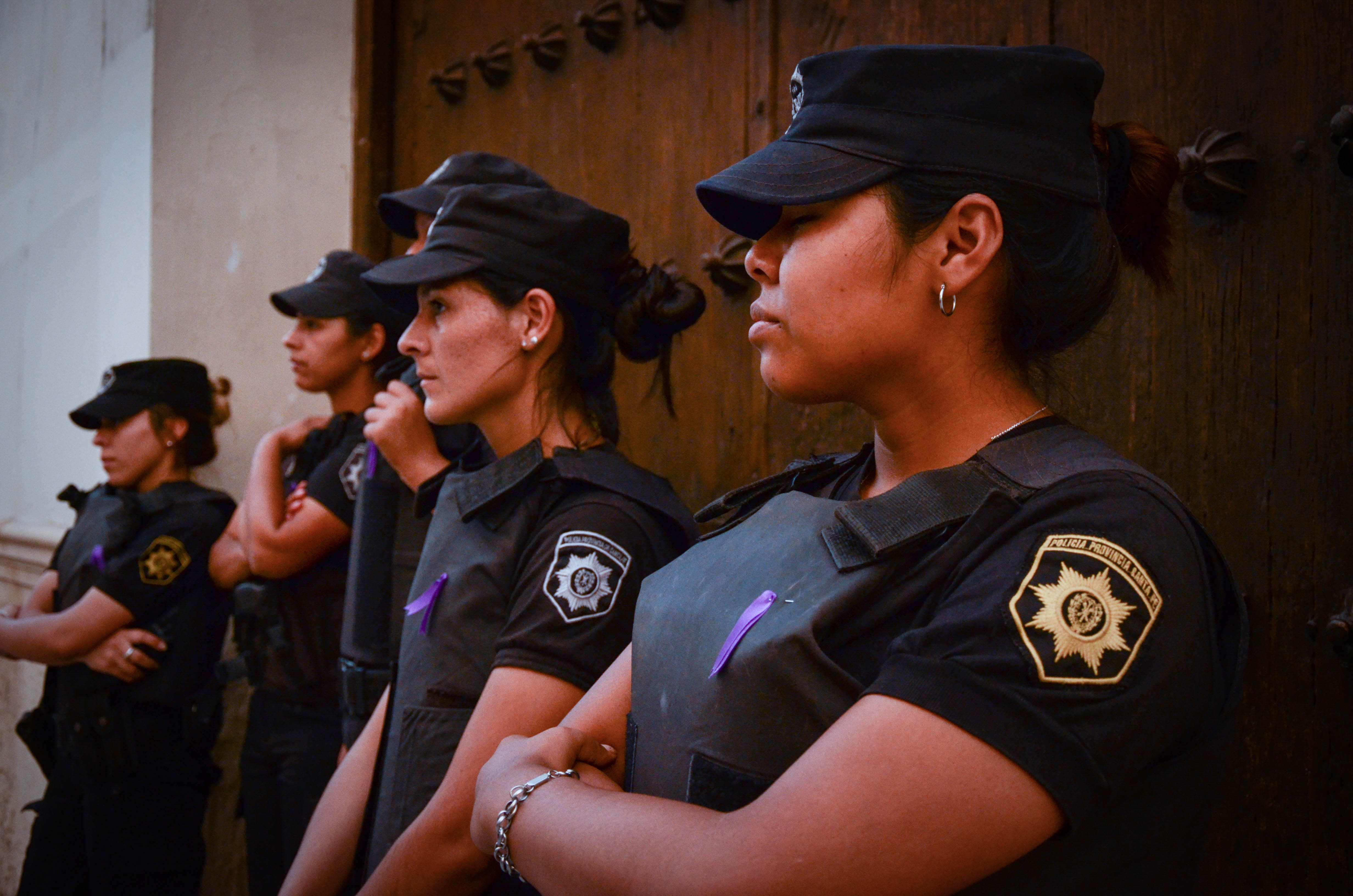
Agentes de policía argentinas.

En la mayoría de los países, los candidatos a la fuerza policial deben haber completado alguna educación formal. Números cada vez mayores de gente se están uniendo a las fuerzas policiales, que poseen la educación terciaria.
Dependiente de cada agencia, pero generalmente el curso tiene una duración de dos años; en los que ya existen horas de servicio. Los cadetes son instruidos en derechos humanos, práctica policial, servicio a la comunidad, tiro y sociología.

## Salario

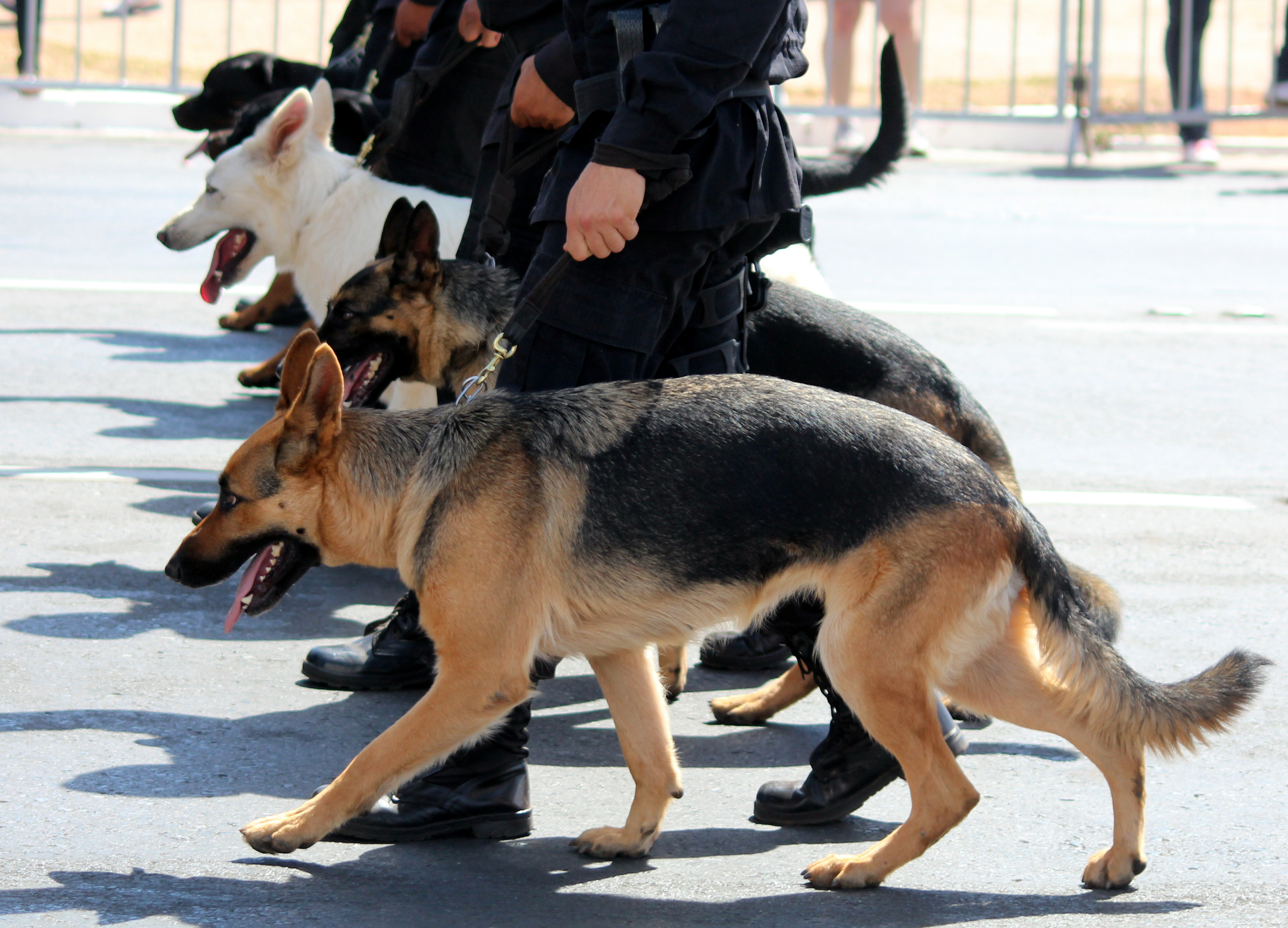
Perros policías de Brasil.

En algunas sociedades se paga a los agentes de policía relativamente bien, comparados a otras ocupaciones. El salario depende del rango que tengan dentro de su fuerza policial, de cuántos años hayan servido y la economía del Estado. Así, el Reino Unido es famoso por pagar bien a sus agentes de policía y en América Latina es mundialmente conocido que los sueldos son bajos.

## Equipamiento y uniforme
Históricamente se asocia el color azul a la policía y actualmente prevalece. Otros países usan tonos de marrón o completamente el negro y Reino Unido implementó el verde fosforescente, para ser visto más rápidamente. En muchos casos, los agentes también pueden vestir chalecos antibalas. 
Generalmente visten botas o zapatos cómodos, casco de custodia o gorro protector, un cinturón sujetador del arma (pistola o revólver) y las esposas, que también puede incluir un bastón policial, portamuniciones, aerosol de gas pimienta, entre otros objetos en sus respectivas fundas en el cinturón; sin embargo, el equipamiento de un agente depende del país de que se trate. Legalmente es un delito vestirse como policía sin serlo, en la mayoría de los países.

## Riesgos de la integridad psicofísica
Hay numerosos problemas que afectan a la seguridad y la salud de los agentes, incluidas las muertes en el cumplimiento del deber y el estrés laboral. Tanto es así, que en agosto de 2019 Nueva Jersey anunció la creación del primer programa estatal de los Estados Unidos para apoyar la salud mental de los agentes de policía. El objetivo del programa sería capacitar a los oficiales en resiliencia emocional y ayudar a desestigmatizar los problemas de salud mental.

## Agentes de policía célebres
- Frederick Abberline, inspector jefe de la Policía Metropolitana de Londres, investigó los crímenes de Jack el Destripador.
- Catherine De Bolle es la actual directora de Europol.
- J.D. Tippit, perteneciente al Departamento de Policía de Dallas, víctima de Lee Harvey Oswald.
- Selica Winiata, perteneciente al Departamento de Policía de Auckland, jugadora de rugby; internacional con las Black Ferns y campeona del mundo.

### De la cultura popular
- Cybil Bennett, perteneciente al Departamento de Policía de Silent Hill (ciudad ficticia), es un personaje del universo de Silent Hill.
- Jack Malloy, agente especial del FBI, interpretado por Sylvester Stallone y protagonista en su película D-Tox.
- Aya Brea, perteneciente al Departamento de Policía de Nueva York, es la protagonista del videojuego Parasite Eve.
- Jill Valentine, perteneciente al Departamento de Policía de Raccon City (ciudad ficticia), es la protagonista en Resident Evil y otros videojuegos del universo homónimo.
- Leon S. Kennedy, perteneciente al Departamento de Policía de Raccon City, es el protagonista en Resident Evil 2 y otras entregas de Resident Evil.
- Clarice Starling, perteneciente al Departamento de Policía de Nueva York, es la protagonista de las novelas The Silence of the Lambs y Hannibal. En el cine fue interpretada por Jodie Foster y más tarde por Julianne Moore.
- Johnny Utah, perteneciente al Departamento de Policía de Los Ángeles, es el protagonista en Point Break y fue interpretado por Keanu Reeves.